# Liste der Bodendenkmäler in Tussenhausen
Auf dieser Seite sind die Bodendenkmäler in dem schwäbischen Markt Tussenhausen zusammengestellt. Diese Tabelle ist eine Teilliste der Liste der Bodendenkmäler in Bayern. Grundlage ist die Bayerische Denkmalliste, die auf Basis des Bayerischen Denkmalschutzgesetzes vom 1. Oktober 1973 erstmals erstellt wurde und seither durch das Bayerische Landesamt für Denkmalpflege geführt wird. Die folgenden Angaben ersetzen nicht die rechtsverbindliche Auskunft der Denkmalschutzbehörde.

## Bodendenkmäler in Tussenhausen

### Bodendenkmäler in der Gemarkung Mattsies
| Lage                | Objekt | Akten-Nr.     | Bild |
| ------------------- | --- | ------------- | ---- |
| Mattsies (Standort) | Burgstall des Mittelalters (Tanzberg).                                                                                             | D-7-7929-0043 |      |
| Mattsies (Standort) | Mittelalterliche und frühneuzeitliche Befunde im Bereich des befestigten Ortes Mattsies und der mittelalterlichen Dorfbefestigung. | D-7-7929-0045 |      |
| Mattsies (Standort) | Mittelalterliche und frühneuzeitliche Befunde im Bereich der Katholischen Pfarrkirche Mariä Himmelfahrt in Mattsies.               | D-7-7929-0100 |      |
| Mattsies (Standort) | Burgstall des Mittelalters und Schloss des Spätmittelalters und der frühen Neuzeit.                                                | D-7-7929-0107 |      |
| Mattsies (Standort) | Villa rustica der römischen Kaiserzeit.                                                                                            | D-7-7929-0152 |      |

### Bodendenkmäler in der Gemarkung Nassenbeuren
| Lage                    | Objekt                                     | Akten-Nr.     | Bild |
| ----------------------- | ------------------------------------------ | ------------- | ---- |
| Nassenbeuren (Standort) | Grabhügel vorgeschichtlicher Zeitstellung. | D-7-7929-0096 |      |

### Bodendenkmäler in der Gemarkung Tussenhausen
| Lage                    | Objekt | Akten-Nr.     | Bild |
| ----------------------- | --- | ------------- | ---- |
| Tussenhausen (Standort) | Burgstall der Burg Angelberg | D-7-7829-0028 |      |
| Tussenhausen (Standort) | Verebnete Grabhügel der Hallstattzeit. | D-7-7829-0030 |      |
| Tussenhausen (Standort) | Erdwerk des Mittelalters. | D-7-7829-0050 |      |
| Tussenhausen (Standort) | Station des Paläolithikums und Siedlung des Mittelalters.                                                                                        | D-7-7829-0051 |      |
| Tussenhausen (Standort) | Mittelalterliche und frühneuzeitliche Befunde im Bereich der Katholischen Pfarrkirche St. Martin in Tussenhausen.                                | D-7-7829-0053 |      |
| Tussenhausen (Standort) | Villa rustica der römischen Kaiserzeit. | D-7-7829-0065 |      |
| Tussenhausen (Standort) | Siedlung des Mittelalters. | D-7-7829-0088 |      |
| Tussenhausen (Standort) | Grabhügel vorgeschichtlicher Zeitstellung. | D-7-7829-0094 |      |
| Tussenhausen (Standort) | Mittelalterliche und frühneuzeitliche Befunde im Bereich der Katholischen Kapelle Unserer Lieben Frau in Tussenhausen und ihrer Vorgängerbauten. | D-7-7929-0132 |      |

### Bodendenkmäler in der Gemarkung Zaisertshofen
| Lage                     | Objekt | Akten-Nr.     | Bild |
| ------------------------ | --- | ------------- | ---- |
| Zaisertshofen (Standort) | Mittelalterliche und frühneuzeitliche Befunde im Bereich der Katholischen Pfarrkirche St. Silvester in Zaisertshofen. | D-7-7829-0055 |      |